# 신에쓰 지방
신에쓰 지방(일본어: 信越地方, 문화어: 싱에쯔지방)은 나가노현과 니가타현의 총칭이다. 각 지방의 옛 이름인 시나노(信濃), 에치고(越後)에서 한 글자씩을 딴 이름이며, 사도국에 속했던 사도가섬도 포함안한다.
호쿠리쿠 지방(도야마현, 이시카와현, 후쿠이현)을 포함해 호쿠신에쓰 지방 또는 호쿠리쿠신에쓰 지방이라고도 한다. 또한 군마현을 포함해서 조신에쓰 지방, 야마나시현을 포함해 고신에쓰 지방이라고 부르기도 한다.

## 인구
| 연도 | 인구      | ±%     |
| ---- | --------- | ------ |
| 1880 | 2,546,752 | —      |
| 1890 | 2,839,798 | +11.5% |
| 1903 | 3,128,679 | +10.2% |
| 1913 | 3,395,513 | +8.5%  |
| 1920 | 3,339,196 | −1.7%  |
| 1930 | 3,650,444 | +9.3%  |
| 1940 | 3,775,131 | +3.4%  |
| 1950 | 4,521,828 | +19.8% |
| 1960 | 4,423,470 | −2.2%  |
| 1970 | 4,317,899 | −2.4%  |
| 1980 | 4,535,291 | +5.0%  |
| 1990 | 4,631,210 | +2.1%  |
| 2000 | 4,690,901 | +1.3%  |
| 2010 | 4,526,899 | −3.5%  |
| 2020 | 4,279,989 | −5.5%  |

## 같이 보기
- 호쿠리쿠 지방
- 고신에쓰 지방
- 도카이 지방